# Фолксваген буба
Фолксваген „буба“ (службени назив Typ 1) је немачки аутомобил и први модел фабрике Фолксваген. Производио се од 1938. до 2003. године и био је један од најпопуларнијих и најпродаванијих аутомобила на свету са укупно 21.529.464 произведених примерака. У историји аутоиндустрије „Буба“ је једини модел који током своје дугогодишње производње није претрпео скоро никакву битнију дизајнерску промену. Због његове велике популарности, фабрика Фолксваген је 1998. године направио римејк тзв. „нову бубу“.
Као ретко који други аутомобил, „буба“ је достигла култни статус и стекла велики број љубитеља широм света, удружених у многобројне клубове. Појављивала се и у популарној култури - филму (била је главни јунак Дизнијевог филмског серијала „Херби“), телевизији, стрипу и др, уз Т1 комби била један од заштитних знакова хипи покрета и била неисцрпан извор инспирације за бројне професионалне и аматерске прераде.

## Историјат
Историја развоја „бубе“ почиње још пре Другог светског рата када је Фердинанд Порше добио визију возила масовне производње које ће бити доступно просечном Немцу. Поршеова идеја се јако допала Адолфу Хитлеру који је и сам био аутомобилски фанатик иако није знао да вози. Хитлер је тада био под утицајем достигнућа Хенрија Форда и његове производне линије за коју је сазнао читајући Фордову биографију на одслужењу затворске казне током 1923. године.
Пре тога, Порше је радио на другим малим аутомобилима чије елементе је касније искористио код „Бубе“. Тип 32 прототип НСУ из 1934. године био је аутомобил налик буби са расхладним системом, задњом вучом и снажним четвороцилиндричним мотором.
Када је Хитлер постао немачки канцелар, фебруара 1933. године, објавио је на сајму аутомобила у Берлину своје намере да преузме ауто индустрију Немачке. Годину дана касније, изјавио је да ће његова влада подржати развој концепта „ауто за свачији џеп“. Импресиониран Поршеовим талентом за дизајн, Хитлер му је испоручио нацрт аутомобила који може да смести две одрасле особе и троје деце и да развије максималну брзину од око 40 km/h. Цена таквог аутомобила не би смела да пређе 1.000 рајхсмарака, што је било приближно цени мотоцикла у то време. Иако је био јако скептичан у погледу предвиђених ниских трошкова производње, Фердинанд Порше је на дати пројекат гледао као на изазов, те га је прихватио. Пројекат је назван „Тип 60“. Због ограниченог времена производње новог „народског“ аутомобила, Порше је базирао многе његове компоненте према ранијем моделу НСУ.
Први прототипови појавили су се на путевима касне 1935. године. Модел В1 и кабриолет В2 имали су алуминијумско тело монтирано преко традиционално дрвених оквира. Већ 1936. године коришћена је челична конструкција опремљена 984cc мотором снаге 22 KS који је могао да достигне брзину од око 40 километара на сат. Следећих 30 прототипа направљено је у „Дајмлер-Бенцу“, фабрици која је с тешком муком прихватила производњу јефтиног аутомобила јер је то шкодило њеној репутацији произвођача скупих возила. Развојни програм потом је пренет у немачки нацистички раднички фронт који је користио рад немачких радника да отплати нову фабрику.
Аутомобили произведени у „Дајмлер-Бенцу“ тестирани су у СС-овим баракама близу Штутгарта тако што их је 200 војника возило у сменама док није исправљен и најмањи проблем. У том периоду Порше је отишао у Америку да би се упознао са тамошњим методама производње, али и да би регрутовао неке немачке емигранте, инжињере, који су радили у тим фабрикама.
Године 1937. произвођач фијакера, компанија „Реутер“ из Штутгарта, добила је право да произведе 30 возила која ће временом бити представљена на разним фестивалима и сајмовима како би се Немци намамили на њихову куповину. Хитлер тада креирао својеврсну шему штедње по којој се народ стимулише да купује маркице и тако временом отплаћује аутомобил који би им касније био испоручен.
26. маја 1938. године отворила се нова фабрика и Хитлер је церемонијално положио њен камен темељац. На том великом догађају присуствовало је, по слободној процени, око 70.000 људи и 150 новинара, сви под контролом нацистичке пропагандне машине. На том месту Хитлер је изјавио да ће тај модел аутомобила бити познат под именом „КдФ-Ваген“ или Снага кроз уживање. Град који је био специјално подигнут у окружењу да би подржавао фабрику биће познат као „КдФ-Стадт“. Производња је отпочела септембра 1939. - истог месеца када је отпочео и Други светски рат, па је тако хиљаде људи који су откупили свој ауто штедњом путем маркица остало без своје „Бубе“.
- Модел бубе из 1939.
- Модел бубе из 1939.
- Модел бубе из 1939.
- Модел бубе из 1939.

### Други светски рат
Како је рат напредовао, производња „Кдф-Вагена“ морала је да буде привремено обустављена, а на производне траке уместо „народског“ аута стижу војна возила. У возилу „Кибелваген“ шасија и расхладни систем мотора путничких аутомобила нашли су примену. Кибелвагену се 1942. године придружио још један војни модел под називом „швимваген“ – возило оспособљено за кретање како у води тако и на сувом. Преко 12.000 ратних заробљеника је током 1943. радило у фабрици.
Током већег ратног периода, Кдф фабрика успела је да избегне тешка бомбардовања, јер нови град није био на многим савезничким мапама. Пред крај рата фабрика је била употребљена за производњу Фау 1, „летећих бомби“. Ова бомба је летјелица без људства, опремљена мањим мотором довољно снажним да летећу бомбу из Немачке добаци до Уједињеног Краљевства. Фабрика је постала главна мета савезничког бомбардерског похода. Међутим, процењено је да је преко 3.500 Фау 1 бомби пало на Лондон пре него што су САД са неколико бомбардерских напада по дану успеле да Кдф фабрику оставе у рушевинама.

### Обнављање производње
Завршетком Другог светског рата, маја 1945. године, Немачка је подељена на четири окупационе зоне. Како је Кдф фабрика била смештена у Британској зони, пала је под њихову контролу. Мајор Иван Хирст доведен је да процени могућност обнове производње „Бубе“ као транспортног средства за окупационе снаге. Кдф-штадт је преименован у Волфсбург. Име је добио по оближњем замку, а фабрика Кдф је постала позната као „Волфсбург Мотор Воркс“.
Велики део машинерије преживео је бомбардовање захваљујући сакривању и складиштењу у различитим зградама. Састављање нових аутомобила је отпочело старим алатима и свиме што се могло наћи, а од велике користе било је и мноштво употребљивих делова са „Кибелвагена“. Фабрика „Волфсбург Мотор Воркс“ је већ 1946. године производила око 1.000 аутомобила месечно. Два најзначајнија специјално направљена аутомобила док је фабрика била под контролом Британаца били су двосед „Редклиф роадстер“ и кабриолет који је смештао четири особе, оба модела развијана под палицом Рудолфа Рингела. „Редклиф роадстер“ је служио за транспорт пуковника Чарлса Редклифа током летњих месеци 1946, док је кабриолет направљен за лични превоз мајора Ивана Хирста.
После именовања Ханса Нордхофа за генералног директора фабрике, 1948. године, одлучено је да Волксваген асортиман буде проширен. Одобрење је дато двема фабрикама да произведу прототипе верзија „Бубе“ кабриолета. Карман је био задужен да направи четворосед, а Хебмилер - двосед кабриолет. Дизајн ових се није много разликовао од „Редклиф роадстера“: сличан кров и бочни прозори, мотор у гепеку прекривен ручно-обликованим панелом, али није било расклапајуће хаубе као код Редклиф верзије.
Прототипови су били у потпуности тестирани и након добијеног одобрења од „Фолксвагена“, започета је производња каросерије за 2.000 аутомобила, са званичним кодовима за Хебмулер верзију као Тип 14А и Карман модел као Тип 15А.
До краја 1949. фабрика Хебмуллер направила је 358 кабриолета са два седишта у поређењу са 364 Карманових кабрио четвороседа. Ипак, 23. јула 1949. године, производња у Хебмулер фабрици морала је да буде обустављена због пожара који је избио у складишту а затим се брзо проширио и на целу фабрику. Причињена штета је била огромна, али уз је помоћ пожртвованих радника, фабрика успела да поново покрене производњу само четири недеље касније.
Ова несрећа се у великој мери одразила на финансирање каросерије, те је производња Хебмулер кабриолета успорена. Те 1950. произведено је 319 аутомобила, у поређењу са Карманом који је на тржиште избацио 2.679 примерака. Међутим, Хебмулер није успео да се опорави и фабрика је 1952. године отишла у стечај. Производња Типа 14А и остатак залиха су пребачени у Карманн фабрику, а фебруар 1953. је остао забележен као датум када је последњи примерак Хебмулера сишао са траке.
Волфсбург фабрика је наставила са производњом салонаца, док на крају, и та линија није угашена 1978. Највећа промена уведена је 1971. године представљањем „Супер Бубе“. Ове „Бубе“ биле су опремљене ИРС-ом и у прво време доступне само америчким моделима. Нова предња суспензија омогућила је измештање резервоара за гориво и резервне гуме, остављајући више простора за пртљаг. „1302С Супер Бубу“ покретао је благо редизајниран 1.600 cc мотор који је развијао 50 KS. Промене у мотору пратиле су измене у дизајну каросерије и ентеријеру.
Дана 17. фебруара 1972. године, „Буба“ је коначно престигла „Фордов“ „Модел Т“ као најпродаванији ауто икад направљен, што је Форд негирао објавивши своју верзију продајне статистике. Последња „Буба“ направљена у Немачкој, напустила је производну линију јануара 1978. године обележавајући крај једне епохе, али то ипак није био крај чувене „Бубе“. Производња је настављена у граду Пуебла у Мексику, у фабрици која је подигнута 1954. године. Двадесетмилионита „Буба“ сишла је с мексичке производне линије маја 1981. Због и даље велике потражње у Европи, немачки Фолксваген је почео да увози „Бубу“ из Мексика све до 1985. године.
- „Буба“ из 1949. године
- „Буба“ - „Херби“, филмски јунак
- Милионити примерак „бубе“
- Последња „буба“ произведена јула 2003.